# Ленс Нетері
Ленс Нетері (англ. Lance Nethery; 28 червня 1957, м. Торонто, Канада) — канадський хокеїст, тренер.

## Кар'єра гравця
З 1975 року грає на аматорському рівні за університетську команду Корнелла. У драфті 1977 року обраний під 131-им номером клубом НХЛ «Нью-Йорк Рейнджерс», за який виступав у сезоні 1980/81. З сезону 1982/83 виступає за клуб Бундесліги ХК «Дуйсбург». З 1983 по 1991 (з дворічною перервою) виступає за швейцарський клуб «Давос». Саме у складі давосців стає чемпіоном Швейцарії у 1984 та 1985 роках, а також срібним призером чемпіонату у 1986 році.

## Кар'єра тренера та менеджера

### Швейцарський період
По закінченні кар'єри гравця Ленс почав одразу тренерську кар'єру у ХК «Давос», причому на посаді головного тренера. Тут він пропрацював два роки, ще один сезон тренував СК «Берн» після чого повернувся до Німеччини.

### Початок роботи у Німеччині
У 1993 році Ленс став помічником головного тренера ЕВ «Ландсгут». Після цього настав його період у клубі «Адлер Мангейм», на посаді головного тренера він перебував з 1994 по 1999 роки. У сезонах 1996/97, 1997/98 та 1998/99 ставав чемпіоном Німеччини.

### Кельнер Гайє
У сезоні 1999/2000 він переїхав до Кельнер Гайє. Вперше за 35 років німецький клуб під його керівництвом виграв Кубок Шпенглера у 1999 році. Навесні 2002 року він подав у відставку з усіх посад (він ще перебував і на посаді генерального менеджера), а його помічник Рік Чорномаз, який замінив його на посаді головного тренера виграв чемпіонат Німеччини.

### Франкфурт Лайонс
У сезоні 2002/03 Ленс очолив «Франкфурт Лайонс», за підсумками регулярного чемпіонату  його новий клуб фінішував передостаннім. У серії за збереження місця у Німецький хокейній лізі виборював право залишитись у лізі із «Швеннінгер Вайлд Вінгс» та поступились 3:6, 1:2, 6:4, 4:3, 4:7, 2:3. Правда клуб залишився у лізі через банкрутство «Швеннінгер Вайлд Вінгс», через, що останні не отримали ліцензію від DEL на наступний сезон. Клуб провів фундаментальну селекцію та оновлення складу запросивши аж 18 нових гравців (більшість з них канадці), сезон 2003/04 став для команди чемпіонським, у плей-оф спочатку у чвертьфіналі здолали «Кельнер Гайє» 4:2, у півфіналі «Гамбург Фрізерс» 3:2, а у фіналі виграли серію у Айсберен Берлін 3:1 (2:5, 5:2, 4:3 ОТ, 4:3).

### ДЕГ Метро Старс
Після успішної роботи менеджера в попередніх клубах, Ленс вирушив до Дюссельдорфа, де проміняв посаду головного тренера та менеджера суто на менеджера тим більше, що справи у ДЕГ Метро Старс неухильно погіршувалися з сезону 2002/03 років, от і у сезоні 2004/05 завершили на десятому місці. Нетері фундаментально змінив клуб, на посаду головного тренера запросив Дона Джексона. Клуб повернувся до трійки лідерів: 2006 — друге місце, 2007 — поступились у півфіналі. На початку сезону 2007/08 клуб покинув Дон Джексон, а новий тренер Славомир Ленер вже 4 листопада 2007 року був відправлений у відставку, таким чином Ленс знову поєднав роботу тренера та менеджера. У кваліфікації до плей-оф перемогли у серії «Ганновер Скорпіонс» 2:1. У півфіналі його команда програє майбутнім чемпіонам «Айсберен Берлін» 2:3.
У сезоні 2008/09 запрошує до клубу нового головного тренера Гарольда Крейса, з яким він працював у Мангеймі та Кельні. Суттєво змінюється і склад, команду посилюють: Торе Вікінґстад, Клаус Катан, Роберт Дітріх та Даррен ван Імпе. У регулярному сезоні «ДЕГ Метро Старс» посідає третє місце, а у плей-оф програють фінальну серію «Айсберен Берлін» 1:3. Наступний сезон став менш вдалим, шосте місце за підсумками регулярного чемпіонату та суха поразка у чвертьфіналі від «Грізлі Адамс Вольфсбург» 0:3. Це був перший раз, коли команда ДЕГ Метро Старс під керівництвом Нетері не досягли навіть стадії півфіналу.
На початку сезону 2010/11 Ленс запросив на посаду головного тренера Джеффа Томлінсона. Бюджет клубу був скорочений, і тренери більше приділяли увагу підготовці молодих гравців. У січні 2012 року, Ленс Нетері покинув Дюссельдорф.

### Кельнер Гайє
15 лютого 2013 Нетері повернувся у свій колишній клуб. 10 жовтня 2014, все керівництво «Кельнер Гайє», в тому числі і Ленс Нетері звільнені.

## Нагороди та досягнення
| - 1977 ECAC Друга команда усіх зірок - 1978 ECAC Перша команда усіх зірок - 1978 ECAC Гравець року - 1978 NCAA Перша команда усіх зірок - 1979 ECAC Перша команда усіх зірок - 1979 NCAA Перша команда усіх зірок - 1984 Чемпіон Швейцарії у складі ХК «Давос» - 1985 Чемпіон Швейцарії у складі ХК «Давос» - 1997 Чемпіон Німеччини у складі «Адлер Мангейм» головний тренер | - 1998 Чемпіон Німеччини у складі «Адлер Мангейм» головний тренер - 1999 Чемпіон Німеччини у складі «Адлер Мангейм» головний тренер - 1999 Кубок Шпенглера у складі Кельнер Гайє головний тренер та генеральний менеджер - 2004 Чемпіон Німеччини у складі «Франкфурт Лайонс» генеральний менеджер - 2005 Менеджер року DEL у клубі «Франкфурт Лайонс» - 2006 Менеджер року DEL у клубі ДЕГ Метро Старс - 2006 Кубок Німеччини у клубі «ДЕГ Метро Старс» генеральний менеджер |